# Pterocolus pueblensis
Pterocolus pueblensis is een keversoort uit de familie Rhynchitidae. De wetenschappelijke naam van de soort is voor het eerst geldig gepubliceerd in 1998 door Hamilton.